# Беломорская Карелия

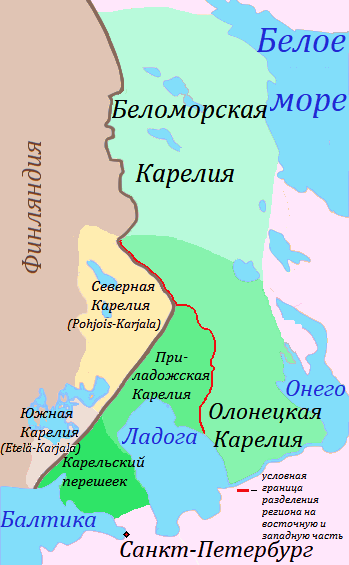
Историко-географический регион «Карелия»

Беломо́рская Каре́лия — историко-географическая провинция в северной половине современной Карелии.

## Общие сведения
В этнографической литературе XIX века название закрепилось за частью Кемского уезда, население которой составляли преимущественно северные карелы (субэтнос — собственно карелы).
Условная южная граница Беломорской Карелии проходила к северу от посёлков Реболы и Ругозеро, восточная граница проходила к западу от Поморского берега, заселённого поморами.
Хозяйственный уклад территории Беломорской Карелии был основан на сочетании промыслов, животноводства, включая разведение северных оленей, и земледелия. Беломорская Карелия стала широко известной благодаря карело-финскому эпосу «Калевала», большинство рунических песен эпоса было собрано в деревнях на её территории.
На территории Беломорской Карелии действовало самопровозглашённое в годы Гражданской войны в России Северо-Карельское государство.

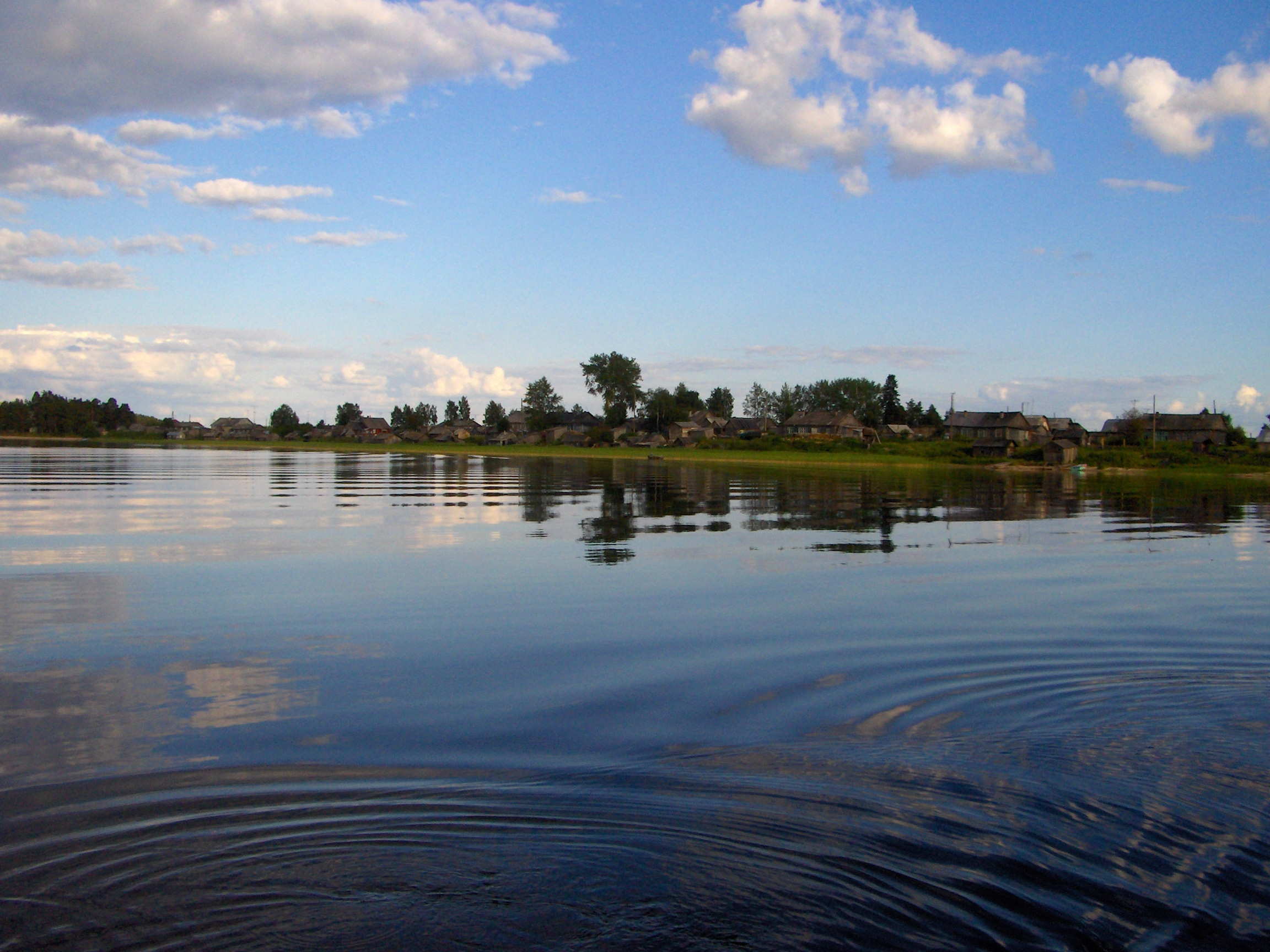
Реболы
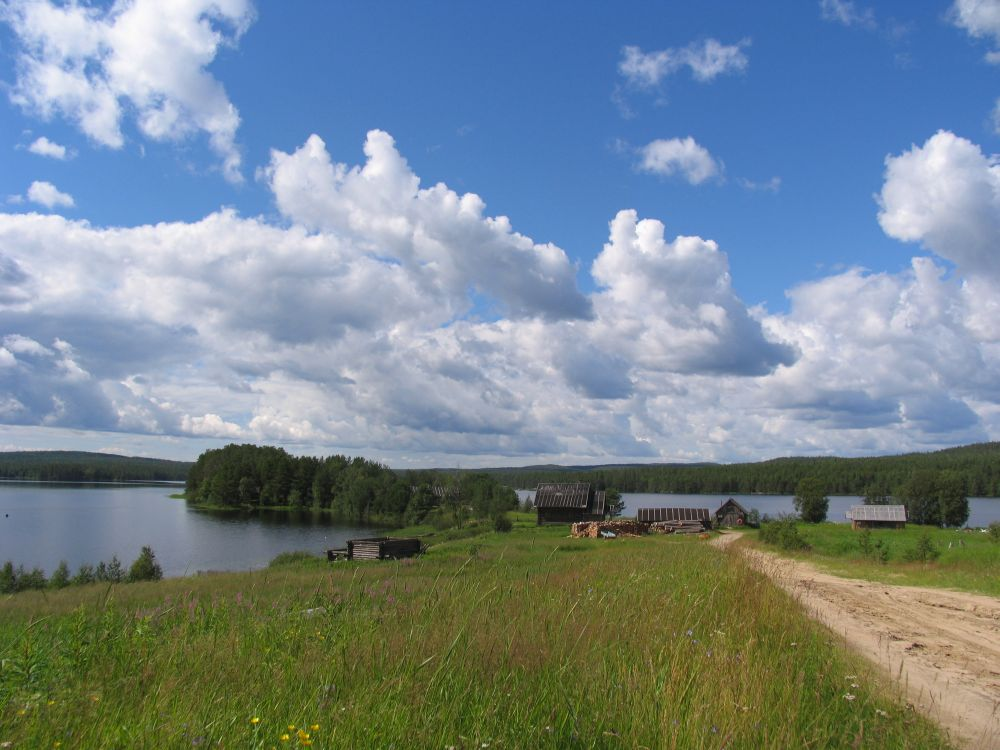
Суднозеро
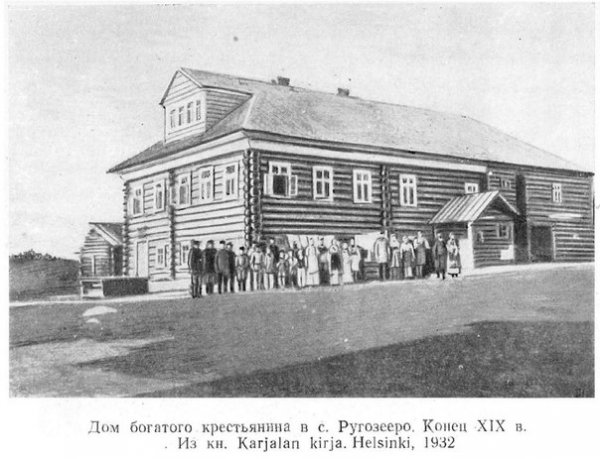
Ругозеро
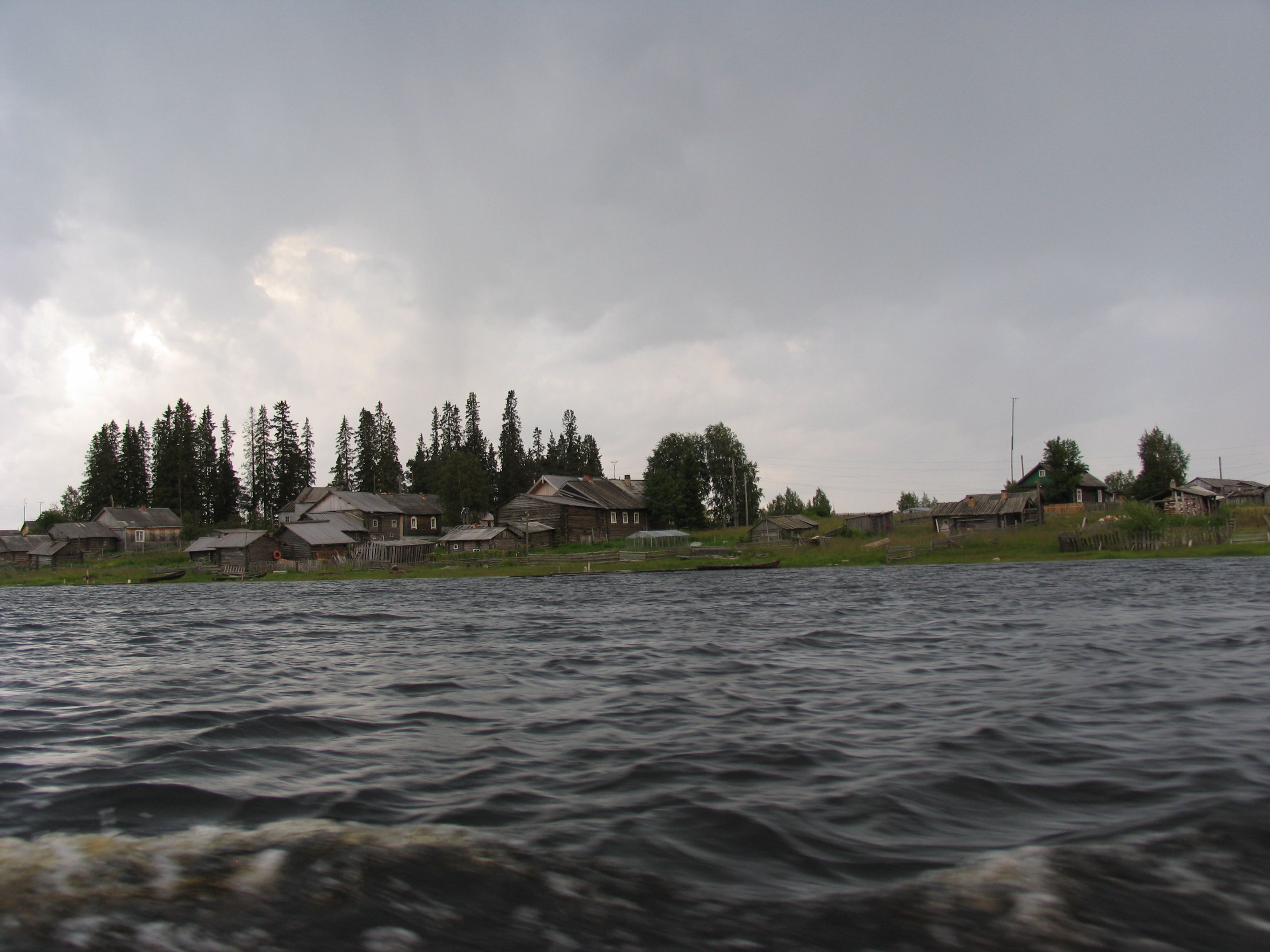
Панозеро